# Die gelehrten Frauen
Die gelehrten Frauen (Originaltitel: Les Femmes savantes) ist eine Komödie des französischen Dichters Molière. Die satirische Komödie wurde 1672 auf der Bühne des Palais Royal in Paris uraufgeführt.

## Handlung
Clitandre, ein vornehmer junger Mann, ist verliebt in Henriette, eine Tochter aus gutem Hause. Ihr Vater Chrysale, der mit Clitandre einverstanden wäre, vermag sich jedoch einmal mehr nicht gegen seine Ehefrau Philaminte durchzusetzen. Sie, Chrysales Schwester Bélise und ihre andere Tochter Armande interessieren sich nur für Literatur und Philosophie und blicken mitleidig auf alle Ungebildeten, wie z. B. Chrysale, Henriette und Clitandre, herab. Auch Armande versucht Henriettes Verbindung mit Clitandre zu hintertreiben, auch wenn sie ihn, als er sich früher für sie interessierte, abgewiesen hatte.
Zum offenen Konflikt kommt es, als Philaminte der Köchin Martine wegen ihrer "Ungebildetheit" kündigt. Die Eheleute geraten darüber in Streit. Philaminte verspricht ihre Tochter Henriette dem von ihr geschätzten Dichter Trissotin (etwa: Dreimaldümmling), einer Verballhornung des Predigers und Dichters Charles Cotin, eines Zeitgenossen Molières (1602–1684).
Ariste, der Onkel Henriettes, rettet schließlich das Glück seiner Nichte. Vor dem Notar, der bereits bestellt ist, um den Ehekontrakt auszufertigen, präsentiert er zwei fingierte Briefe, die den finanziellen Ruin der Familie belegen. Trissotin zieht daraufhin seine Bewerbung mit der Begründung zurück, dass Henriette ihn nicht liebe. Nachdem Philaminte eingesehen hat, dass es sich bei dem Schöngeist bloß um einen Heuchler handelt, den nur das Geld der Familie gelockt hat, stimmt sie großherzig der Heirat ihrer Tochter mit Clitandre zu.
In der komischen Nebenfigur des Vadius hat Molière den etwas älteren Literaten und Gelehrten Gilles Ménage karikiert.